# Государственный арсенал в Шательро

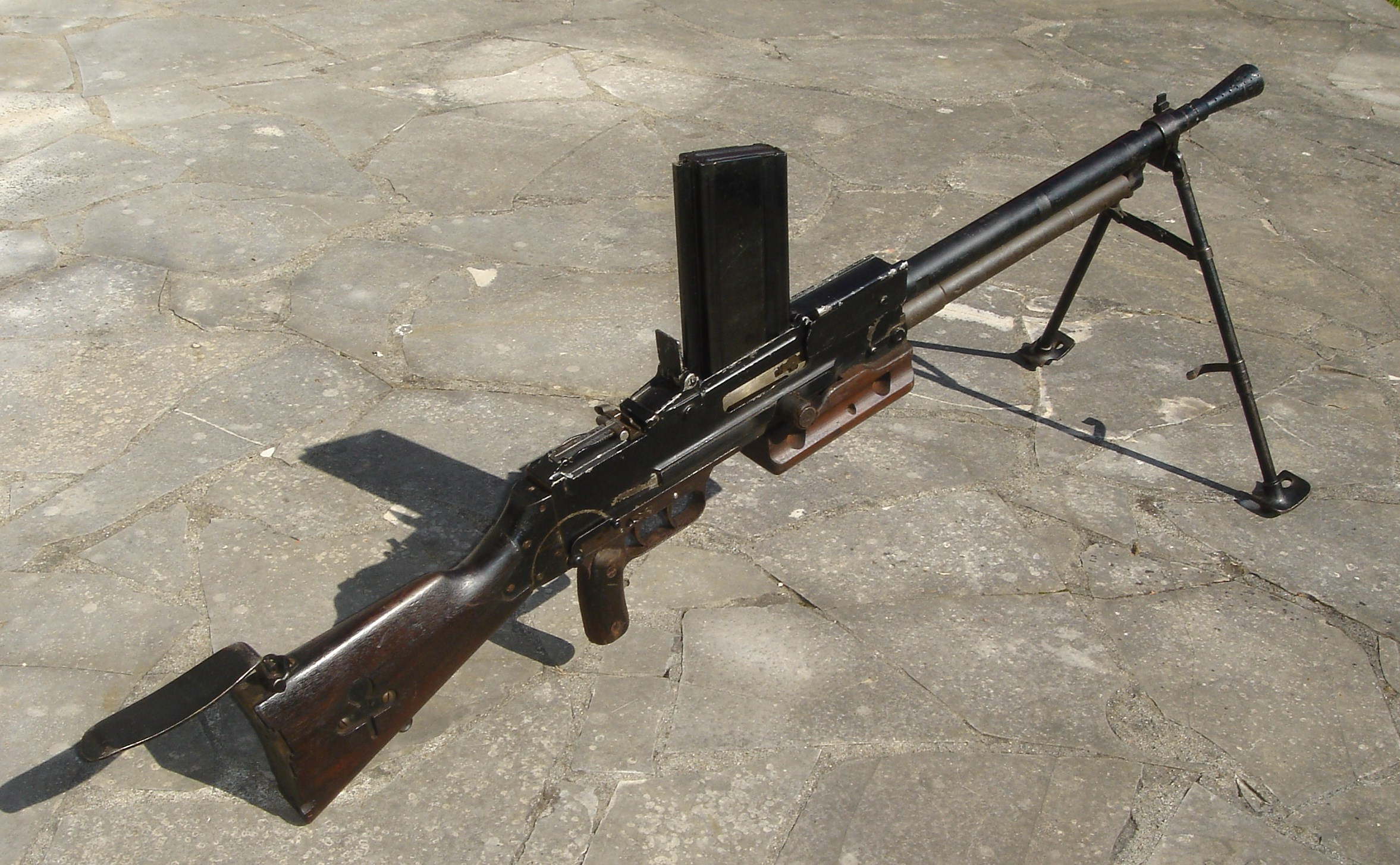
FM 24/29

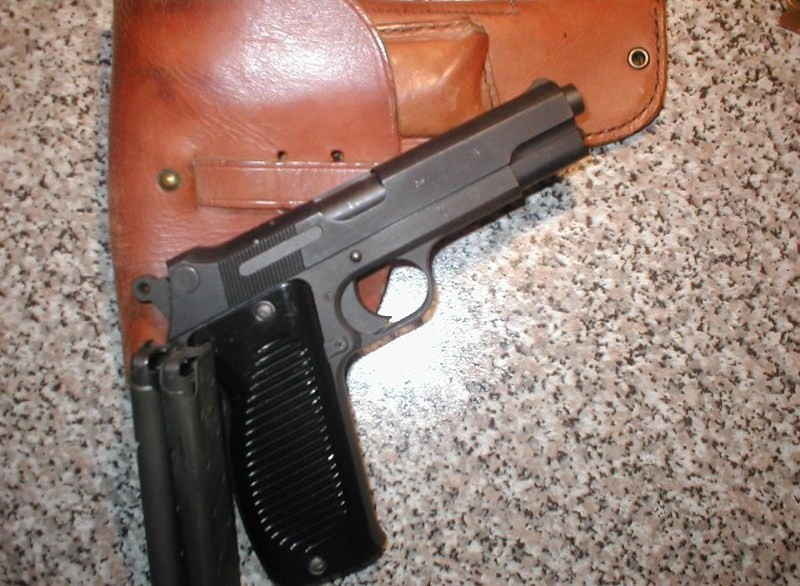
MAC 1950

Государственный арсенал в Шательро (фр. Manufacture d'armes de Châtellerault, часто сокращаемое как MAC) — французское государственное предприятие, разрабатывавшее и производившее оружие. Располагалось в городе Шательро. Основано королевским указом в 1819 году как предприятие для производства холодного оружия, позднее перепрофилировано на выпуск ручного огнестрельного оружия и артиллерии.
В арсенале была разработана и производилась самая массовая французская винтовка Первой мировой войны — Fusil Mle 1886 M93.
В 1968 году предприятие прекратило выпуск оружия и к настоящему времени (по состоянию на 2010 год) превращено в центральное хранилище всех архивных документов, связанных с оружием (фр. Centre des Archives de l'Armement et du Personnel). Рассекреченные документы доступны для добросовестных исследователей, подавших письменную заявку на допуск к архивам.

## Продукция компании
- Fusil Mle 1886 M93;
- MAC M1924/29;
- Reibel
- MAC 1934;
- MAC 1950.